# Irene Polo i Roig
Irene Polo i Roig   (Barcelona, 27 de novembre de 1909 - Buenos Aires, 3 d'abril de 1942) fou una periodista, publicista i representant teatral catalana. Va ser una de les primeres dones periodistes de la premsa catalana i redactora dels principals diaris dels anys 30.

## Biografia
Irene Polo va néixer en el si d'una família humil del barri de Poble-sec. El pare, Antonio Polo, era guàrdia civil i va morir jove; la mare, Francisca Roig, va haver de tirar endavant la família amb l'ajuda de la filla gran, Irene, que tenia dues germanes més petites: Rosario (1913-1984) i Maria (1911-1983). Es va formar de manera autodidacta. Abans de dedicar-se exclusivament al periodisme, Irene Polo treballà com a cap de publicitat de la productora cinematogràfica Gaumont. Inicià la carrera periodística l'any 1930 a la revista Mirador i exercí la professió a Barcelona, de manera apassionada i sovint bel·ligerant, fins a l'any 1936.
Els articles publicats a Imatges, La Humanitat, La Rambla, L'Opinió, L'Instant i Última Hora, són un testimoni inestimable, irònic i brillant, de la societat i la política d'aquell moment: des d'articles sobre els usos de la moda –la introducció del pantaló femení, l'aparició de l'escot– fins a reportatges de denúncia social –la mendicitat a Barcelona, les pèssimes condicions de vida dels treballadors immigrants– o d'alerta política –com el reportatge en què es fa passar per seguidora de les Juventudes de Acción Nacional, o els articles dedicats a la censura, que ella mateixa va patir.
Com a enviada especial, va informar del judici a l'ex Govern de la Generalitat pels Fets d'Octubre de 1934 o de les vagues revolucionàries a les mines de Sallent i Súria, entre altres esdeveniments.
El gener de 1936 sortí de Santander a bord de l'Orinoco amb destinació a Amèrica, com a representant de la companyia teatral de Margarida Xirgu. Abans, però, va fer escala a Galícia, on va entrevistar el polític Casares Quiroga. Quan la companyia es va dissoldre, l'any 1939, Irene Polo, que no podia tornar a Barcelona finalitzada la guerra civil, es va quedar exiliada a Buenos Aires, on va viure amb la seva mare i les dues germanes, també exiliades. Treballà com a traductora del francès i de l'anglès per a les editorials Losada i Sopena, i va ser directora de publicitat de les perfumeries Dana. Es va suïcidar als 32 anys.